# Otto Muck (Ingenieur)
Otto Heinrich Muck (* 5. August 1892 in Wien; † 7. November 1956 ebenda) war ein österreichischer Techniker und Wissenschaftler. Er veröffentlichte zu biologischen und geologischen Themen und wirkte als Konstrukteur und Erfinder. Otto Muck gilt als einer der einflussreichsten Atlantis-Forscher des 20. Jahrhunderts.

## Leben
Otto Muck besuchte in Wien die Volksschule, dann in Kremsmünster das Gymnasium. Das Abitur legte er am Staatsgymnasium Wien ab. Er studierte zunächst an der Technischen Hochschule in Wien, dann in München Elektrotechnik. Im Ersten Weltkrieg war er Oberleutnant der Flieger. Danach setzte er sein Studium in München fort und absolvierte dort 1920 die Technische Hochschule als Diplom-Ingenieur. Anschließend studierte er auf Anregung von Arnold Sommerfeld Physik, außerdem Geophysik und Frühgeschichte. Muck korrespondierte später wissenschaftlich u. a. mit Sommerfeld sowie mit Albert Einstein (Über die Struktur der Lichtquanten).
Als Ingenieur war Muck unter anderem für die Siemens-Schuckertwerke bzw. Siemens & Halske tätig. Während des Dritten Reiches beschäftigte er sich unter anderem mit Sprengkräften und Raketentechnik und wirkte im Zweiten Weltkrieg bei der Peenemünder Raketenentwicklung mit. Er wohnte in dieser Zeit und nach dem Krieg in Uffing am Staffelsee (Oberbayern). Nebenher war er auch Maler und Grafiker. Otto Heinrich Muck starb 1956 bei Etting in Oberbayern nach einem unverschuldeten Verkehrsunfall.

## Schaffen
Otto Muck hatte zahlreiche Patentanmeldungen, wovon viele auch zu wirksamen Patenten und angewandten Erfindungen führten. So findet man Patente und Veröffentlichungen über  Trockenrasierer, ferngesteuerte Uhren, doppelten Blitz bei der Personenfotografie, Handhabung von tiefgekühlten und von brennbaren Gasen, Erzeugung von Ultraschall, senkrecht startende und landende Flugzeuge, elektrotechnische Einrichtungen, Thermomassagegerät, Flüssigerdgas-Tankschiff und Telegraphen.
Am bekanntesten wurde Otto Muck der Allgemeinheit durch seine detailliert ausgearbeiteten Theorien über Atlantis. Dessen Untergang soll laut Muck durch den Einschlag eines Himmelskörpers ausgelöst worden sein und die Sintflut verursacht haben. In diesem Zusammenhang liefert Muck auch Hypothesen zu Pol- und Kontinentalverschiebungen, Eiszeiten, frühgeschichtlichen Menschenrassen, frühen Völkerwanderungen, frühen Hochkulturen und der Wanderung der Aale.

## Schriften
- Atlantis – gefunden. Kritik und Lösung des Atlantis-Problems. Victoria-Verlag M. Koerner, Stuttgart 1954.
- Atlantis – die Welt vor der Sintflut. Walter-Verlag, 1956.
- Cheops und die große Pyramide. Die Glanzzeit des altägyptischen Reiches. Walter-Verlag, Olten/Freiburg im Breisgau 1958.
- Alles über Atlantis: alte Thesen, neue Forschungen. mit Theodor Müller-Alfeld, Vorwort Ernst von Khuon, Herausgeber F. Wackers. Econ, München 1976, ISBN 3-430-16837-6.[4]
- Geburt der Kontinente. Ein Protokoll zum 8. Schöpfungstag. Hrsg. Mario Muck und Ferdinand Wackers. Econ, Düsseldorf/Wien 1978, ISBN 3-430-16838-4.
- Das Tel-System. Eigenverlag. München/Wien 1926.
- Schöpfung des Menschen. Herold-Verlag, Solln vor München 1937.[5]
- Biologie des Stoffes. (= Reihe BIOS. Band 18). Johann Ambrosius Barth, Leipzig 1947 (Digitalisat).[6]
- Über die Struktur der Lichtquanten. Einstein Archives Online. Abgerufen am 5. Dezember 2012.
- Die stoffliche Zusammensetzung des Erdkerns. In: Forschungen und Fortschritte. Band 19, Nr. 7/8, 1943, S. 78–80.
- Die stoffliche Entwicklung des Erdkerns. In: Forschungen und Fortschritte. Band 20, Nr. 4/5/6, 1944, S. 32–35.
- Die Eigendrehung der Wandelsterne. In: Forschungen und Fortschritte. Band 20, Nr. 25/26/27, 1944, S. 200–203.
- Erddrehung und Rindenbildung. In: Forschungen und Fortschritte. Band 20, Nr. 34/35/36, 1944, S. 277–280.
- Unverantwortliche Forschung. In: Natur und Kultur. 42. Jgg. Nr. 1, 1950, S. 236–238.
- Sprachkritisches. In: Natur und Kultur. 43. Jg. 1951, S. 67.